# Märta Eriksdotter (Leijonhufvud)
Märta Eriksdotter (Leijonhufvud), kallad "kung Märta", född 24 december 1520 på Ekeberg, Lillkyrka socken i Närke, död 15 januari 1584 på Stegeholm, Västervik, var en politiskt aktiv svensk godsägare och medlem av den svenska adeln. Hon var dotter till  Erik Abrahamsson (Leijonhufvud) och Ebba Eriksdotter (Vasa). Hon var syster till Gustav Vasas andra drottning Margareta Eriksdotter (Leijonhufvud), moster till dennes tredje drottning Katarina Stenbock och var gift med Svante Sture d.y. (1517–1567). Hon beskrivs som en representant för det stridbara högfrälset.

## Biografi

### Äktenskap
Märtas syster Margareta var initialt trolovad med Kristina Gyllenstiernas son, riddaren och marsken Svante Sture och var tilltänkt att bidraga till Stureättens fortlevnad. Trolovningen mellan Margareta och Svante Sture bröts då Gustav Vasa år 1536 beslöt att gifta sig med henne.
Hos Carl Grimberg kan man läsa att Svante Sture, när han fått reda på att han inte skall äkta Margareta, "kastat sig för hennes fötter". Kungen ertappade dem då och frågade: "Vad betyder detta?", varvid Margareta svarade: "Han begär min syster Märta till äkta.". Det kungliga bröllopet ordnades snabbt: den 1 oktober 1536 stod bröllopet på Uppsala gård, exakt ett år efter att den förra drottningen, Katarina av Sachsen-Lauenburg, vigts till den eviga vilan. Svante Sture upphöjdes till riksråd, blev innehavare av Stegeholm och giftes med Margaretas syster Märta. Bröllopet stod den 3 mars 1538 på Nyköpings slott. Produktionen av ättlingar satte genast igång; det blev med åren minst femton födslar, åtminstone tio av barnen nådde vuxen ålder.

### Kung Märta
Märta hade i egenskap av syster till drottningen, svägerska till kungen, moster till nästa drottning, svärdotter till Kristina Gyllenstierna och som gift med överhuvudet för en av Sveriges mäktigaste adelsfamiljer en framträdande position inom adeln och beskrivs som "den främsta damen i vasafrändernas krets". Hon fick som drottningens syster också delta i en del representativa ceremonier vid hovet. Familjen bodde mestadels på Hörningsholms slott. År 1561 fick Svante Sture titeln greve och Stegeholms slott och Västerviks stad med kringliggande 54 gårdar som grevskap och förläning.
Eftersom Märtas make ofta befann sig på annan plats på kungliga och krigiska uppdrag fick hon ta ansvaret för makens gods och förläning. "Kung Märta" blev av den anledningen ett vedertaget namn på henne. Hon beskrivs som "en starkare personlighet än sin mer foglige och lojale make". Hon bedrev rederirörelse med eget fartyg från Västervik och försvarade med framgång grevskapets ekskogar mot kronans varv, som måste flytta tillfälligt till Mönsterås. Hon ingrep då och då i grevskapets rättskipning och tillsatte vid åtminstone ett tillfälle en egen präst.
Märta fick vid flera tillfällen ansvaret för kungabarnen, sina syskonbarn. Efter Margaretas död 1551 placerades dessa först under Kristina Gyllenstiernas vård, men i december 1551 uppges Kristina ha varit för trött: "nu som intet under är, där utan fast trött bliver", som Gustav Vasa skrev till Märtas syster Brita, och han bad därför Brita att tillsammans med Märta ta ansvaret för barnen, vilket de också gjorde, fram till att kungen gifte sig med Britas dotter Katarina Stenbock 1552. Märta var i egenskap av syster till drottning Margareta van vid att ha en direktkanal till kungen genom sin syster, och var därför ofta framgångsrik i sina petitioner och krav att få företräde, och detta fortsatte då hennes systerdotter Katarina Stenbock blev drottning. 
1542 utbröt Dackeupproret varvid Stegeholm belägrades, men fästningen slöt sig som en mussla och rebellerna lyckades inte ta sig in. Nils Dacke begärde dagtingan och erbjöd Svante Sture att bli kung i smålänningarnas nya Sverige. Anbudet var desperat och misslyckades helt. Resningen slogs ner med hjälp av tyska legoknektar och Dacke och hans män "skötos ihjäl så som kråkor"[källa behövs].
Svante Sture blev 1543 riksmarsk och hövitsman och ledde 1556 framgångsrikt trupperna i Finland under ett vinterkrig mot Ryssland. Fred slöts året därpå i Novgorod utan landbyten. Gustav Vasa dog och efterträddes av sin son Erik, som 1561 i samband med den ståtliga kröningen upphöjde Svante Sture till en av Sveriges tre första grevar, vilket gjorde Märta till en av landets första grevinnor. Året därefter blev han generalguvernör över Livland och Reval.

### Sturemorden
Kung Erik XIV hade nåtts av rykten att Sturarna tänkte återta makten över Sverige. Åren som följde ökade kungens misstro mot Sturesläkten, en misstro som med hastighet blev allt större. Vasarna hade ju egentligen olagligt kommit till makten och hade näppeligen samma status som Sturedynastin. Trots det fick Svante Sture föra befäl i början av nordiska sjuårskriget.
Under tiden som kriget pågick drogs hans son Nils Svantesson Sture på lösa grunder inför Höga nämnden för högförräderi. 1565 tvingades Nils göra ett förnedrande intåg i huvudstaden anklagad för ohörsamhet. Hans friades, men högadeln började allt tydligare visa sitt missnöje. Erik XIV kände sig trängd, lät fängsla såväl Svante Sture som dennes son Erik. I augusti 1566 skrev sonen till henne: "mig hoppas en gång att försvara mig med annat än brev och sigill". 
I maj 1567 sammankallade Erik XIV Höga nämnden på sitt lustslott Svartsjö slott för att döma de adelsmän han hade i sitt förvar anklagade för förräderi. Märta reste då till Svartsjö med sin dotter Anna, men de blev inte insläppta, och då de inkvarterade sig i byn Nyble utanför slottet, sattes de under husarrest. Märta skickade en böneskrift till Karin Månsdotter för att be om nåd för maken och sönerna. Hon försäkrade Karin om sin, sin makes och sin sons lojalitet mot kungen, bad om att få träffa henne och bad Karin att tala med kungen för hennes och deras räkning. Hon skrev också till kungens dotter Virginia Eriksdotter och bad denna göra det samma, och därefter föreslog hon att Karin skulle få Virginia att tala med kungen i frågan. 
Senare samma månad fördes både Märta och fångarna, däribland hennes make och son, till riksdagen i Uppsala separat via båt från Svartsjö, där männen fängslades på Uppsala slott medan Märta sattes i husarrest på familjens hus i staden, där Ebba Månsdotter (Lilliehöök) redan befann sig i samma ärende. När Märtas andre son Nils infann sig i Uppsala blev även han fängslad med sin far och bror. Märta stod i fortsatt kontakt med Karin Månsdotter och bad henne övertyga kungen att inte fästa sig vid förtalet mot familjen, och på morgonen 24 maj sände Karin efter henne till slottet, där hon talade om för henne att kungen hade lovat att inte skada fångarna. Erik XIV visade då tvekan över att beordra morden. Kort därpå gjorde han ändå det. 
Fortsättningen är känd som Sturemorden. Kungen gick bärsärkagång, högg ned Nils Sture, varefter hans drabanter dödade Svante och Erik Sture, Ivar Ivarsson (Liljeörn) och Katarina Stenbocks bror Abraham Gustafsson (Stenbock), medan däremot Sten Eriksson (Leijonhufvud) och Sten Axelsson (Banér) klarade sig eftersom kungen hade gett order om att alla skulle dödas utom "Herr Sten", och man inte visste vilken av de två Sten som åsyftades. Änkedrottning Katarina anlände samma dag, och fick tala om saken för Märta. Märta, vars far hade halshuggits vid Stockholms blodbad, hade nu på samma brutala vis mist såväl sin make som två söner.

### Blodsklippingarna
Efter morden utbröt hos Erik XIV en allvarlig psykos och han verkar ha ångrat dådet. Han försvann i tre dagar innan han återfanns utanför Uppsala. Han lugnade sig då man förde Karin Månsdotter till honom, och fördes därefter tillbaka till Stockholm, där han hölls isolerad de följande veckorna. Den första som fick audiens hos kungen efter morden var änkedrottning Katarina, som eskorterades till Stockholm av Sten Eriksson (Leijonhufvud) och Hogenskild Bielke; när hon kom in i salen, föll kungen på knä inför henne och beklagade morden. Hon fick sedan en fullmakt för att åstadkomma en förlikning mellan kungen och de anhöriga till mordoffren, representerade av Märta, som kvarblev i Uppsala. Märta krävde ett försvarelsebrev för familjen till skydd mot vidare övergrepp, ett offentligt tillkännagivande om makens och sönernas oskuld och arrestering av de skyldiga, med vilka hon menade Jöran Persson, samt silvertackor (1000 lödige mark silver eller 270 kilo rent bergssilver) i mannabot, och de mördade Sturarna fick en högtidlig begravning 4 juli 1567. Förlikningen undertecknades av Märta och de övriga anhöriga till mordoffren. Märta placerade sin makes och söners nedblodade kläder i en järnkista ovanpå deras grav i Uppsala domkyrka. 
Kanske var det så att många inom högadeln nu blivit av med svåra konkurrenter, för så fort Erik tillfrisknade från sin sinnesförvirring anslöt sig flera av dem till honom. Med stöd av adeln krävde kungen tillbaka sina silvertackor.
Märta Eriksdotter bekostade en stor del av hertigbrödernas statskupp i september 1568. Kung Erik hade successivt minskat på ädelmetaller i de svenska mynten, vilket hade lett till inflation. Av Märtas silvertackor präglades nu lödiga mynt med hertig Johan och hertig Karls initialer, blodsklippingar har de kallats, eller Vadstenaklippingar, eftersom de tillverkades i Vadstena. Hon finansierade hertigarnas stridshästar, bidrog med vapen och rustningar och lät också sprida ut propaganda om Sturemorden i Europa genom sitt kontaktnät för att samla stöd inför kuppen.  
Efter den framgångsrika kupp som placerade Johan III på tronen förlänades hon 1570 makens grevskap, nu förstorat (totalt 500 hemman). Hon var då, tillsammans med sin syster Brita och Ebba Månsdotter (Lilliehöök), en av de fem största förläningsinnehavarna i Sverige.

### Dotterns enlevering
Märtas dotter Malin önskade äkta sin kusin Erik Gustavsson (Stenbock). Märta sade dock nej på grund av det nära släktskapet. Erik planerade tillsammans med hertig Karl att röva bort Malin och hertigen ställde 200 ryttare till förfogande. En vinterdag företog kusinerna en slädtur, varpå ryttarna förde bort dem. Efter händelsen lyckades Märta få kung Johan III att fängsla Erik. Han frigavs efter förböner av sin släkt, kungens syskon och drottningen. Märta kom dock inte att förlåta dottern och svärsonen förrän ett år senare, efter att släkten bett henne att ge efter. Dottern ska enligt legenden ha fått krypa på knä inför modern för att få hennes förlåtelse.

## Familj
- Gift 3 mars 1538 på Nyköpingshus med Svante Sture den yngre, med vilken hon fick följande barn:

1. Sigrid, född 13 december 1538, död 16 mars 1613, gift med Ture Pedersson (Bielke), häradshövding i Stranda från 1577 till sin död
2. Malin, född 9 november 1539, död 1610, gift med Erik Gustafsson (Stenbock)
3. Anna, född 29 januari 1541, död 21 juni 1595, gift med Hogenskild Bielke
4. Sten, född 25 februari 1542, död samma år
5. Nils, född 20 juni 1543, död 24 maj 1567 under Sturemorden
6. Sten, född 4 november 1544, död 7 juli 1565 under sjöslaget vid Bornholm
7. Erik, född 18 maj 1546, död 24 maj 1567 under Sturemorden
8. Margareta, född 16 november 1547, död 8 december 1617, gift med Ture Nilsson Bielke
9. Gustaf, född 20 december 1548, död som barn
10. Iliana, född omkring 1550, död 24 februari 1556
11. Mauritz, född 24 november 1552, död 14 mars 1592
12. Karl, född 13 december 1555, död 24 januari 1598
13. Brita, född 11 april 1557, död vid okänd tidpunkt
14. Iliana, född 24 december 1558, död vid okänd tidpunkt
15. Kristina, född 22 december 1559, död 4 januari 1619, gift med Gustav Axelsson Banér

## Fiktion
Märta Eriksdotter (Leijonhufvud) är huvudperson i romanen Kung Märta, roman från 1500-talets Sverige av Ebba L. Lewenhaupt (Gothia 1960).